# NGC 307
NGC 307 là một thiên hà dạng hạt đậu trong chòm sao Kình Ngư. Nó được phát hiện vào ngày 6 tháng 9 năm 1831 bởi John Herschel.